# 바이 준
바이 준은 1998년 개봉된 대한민국의 영화이다.

## 줄거리
준(하랑 분)의 애인 채영(김하늘 분), 그들의 친구 도기(유지태 분). 리더는 준이었다. 준과 채영의 사랑. 그러면 도기는 리더의 여자를 사랑해 버린, 그래서 다른 여자는 Love 할 수 없게 되어버린, 재수없는 녀석이다. 도기의 고백처럼, 그들은 언제나 하나였고, 사랑했다. 준, 채영, 도기. 이제 곧 성인이 될 세 명의 열아홉살 아이들이다. 누구에게나 암흑같고 나른하기만 한 고등학교 시절이지만, 그들은 자신들만의 세계에서 행복하고 자유롭다. 그들만의 세계는 영원할 거라고 생각했다. 머리털, 거기털 다 빠지고 늙어서 물건이 더 이상 서지않을 때까지. 그 사실을 믿을 수 있게 해 주었던, 도기의 우상은 준이였다. 열아홉의 크리스마스를 기다리던 어느 날 밤, 준을 사로잡아갔던 죽음은, 동시에 그들을 사로잡았다. 자유와 성장의 세계로 그들을 인도해 줄 그들만의 우상 준은 고등학교 시절의 마지막을 보낼 파티를 준비 중이다. 하지만 손꼽아 기다리던 그들만의 성인식은 의문의 화재로 까맣게 타서 죽어버린 준과 함께 묻혀버리고, 채영과 도기만이 버려진 듯 남겨진다. 고등학교를 졸업하는 마지막 날, 채영과 도기는 학교 뒷산에서 준의 추모식을 하고, 열아홉의 준을 마음속에 묻는다. 도기는 슬퍼하지 않겠다고 다짐한다. 채영앞에서 강해지고 싶었기 때문이다. 열아홉의 상처를 지우기 위해 우리는 사랑이라는 환각에 빠져들었다. 열아홉의 아픈 상처를 간직한 채 스물한살이 된 도기와 채영. 그들은 서로에게 의지하면서 힘겨운 젊음을 채워나간다. 솔직하고 발랄한 리라와 병찬 커플은 밍숭맹숭한 그들 삶의 활력소이다. 채영과 도기는 서로 사랑하지만, 잊혀지지 않는 준의 기억은 둘의 사이를 늘 어색하게 만든다. 채영은 마음과는 달리 도기를 받아들이지 못하고, 도기 또한 항상 대타인것만 같은 자신의 존재가 불안하다. 여전히 그들을 사로잡고 있는 준의 환영을 지우지 못한 채 섹스와 알콜로 허전함을 채우고, 마리화나를 피우며 현실의 불안을 잊으려 한다. 하지만 현실로 되돌아와 엄습하는 허탈감의 크기는 커져만 간다. 채영과의 김빠진 섹스, 항상 기억의 언저리를 맴도는 준의 까만게 탄 혓바닥. 도기는 더 이상 견디지 못하고 채영에게 자신의 불안을 터트린다. "제발 잊어, 준은 이제 없어, 잊어, 잊으란 말이야..." 진정한 성인식을 치르지 못한 채, 준을 보낸 채영은 도기를 받아들이지 못한다. 하지만 그녀를 짓누르는 준의 환영은 스스로 극복해내야만 하는 그녀만의 몫이다. 도기의 아픔을 이해하게 된 채영은, 그녀 속에 남아있던 준을 죽이고 도기를 받아들인다. 하지만 채영이 자신을 받아들여 준다면 모든 것이 해결될거라 생각했던 도기는 또다른 불안에 괴로워한다. 채영은 도기의 아이를 가진 것이다. 그는 어찌할 바를 모르고 채영은 그런 도기에게 실망한다. 스물한살인 그들에게 생명과 낙태의 문제는 아직은 버거운 인생의 무게인 것이다. 오랜 방황 끝에 준을 보내지 못하고 있는 건 결국 도기 자신이란 걸 깨닫는다. 더 이상 까맣지 않는 혀를 내보이며 웃는 준을 만나고, 도기는 진정으로 준을 마음속에 묻는다. 이젠 스스로 선택할 수 있게 된 채영과 도기는 아프고 황량했던 열아홉의 강을 건너 스물한살의 성인이 되었다.

## 배역
- 유지태 : 민도기 역
- 김하늘 : 유채영 역
- 하랑 : 노병찬/준 역
- 한지윤 : 채리라 역
- 김바다 : 지영 역